# Maisie Trollette
David Raven (16 de agosto de 1933-12 de marzo de 2025), más conocido por su nombre artístico Maisie Trollette, fue una drag queen británica en activo durante más de 50 años. Una de las drag queens en activo más longevas del mundo, fue una figura habitual del Orgullo de Brighton desde 1973.

## Primeros años
Raven nació en St Ives (Cornualles) el 16 de agosto de 1933, tras lo cual su familia se mudó a Suffolk. Se formó como tendero y luego como tabernero y camarero en el Campamento Vacacional Gorleston Super en Great Yarmouth, donde conoció a figuras del espectáculo como Lonnie Donegan y Matt Monro. Salió del armario a los 26 años y se mudó a Londres en 1960. Más tarde conoció a James Court, con quien comenzó a experimentar con el drag. Como dúo, ganaron un concurso de talentos en The Black Cap en Camden Town.
En la década de 1960, Raven conoció a su pareja, el banquero Don Coull, y fue Coull quien le sugirió que se arreglara un poco. Raven inicialmente rechazó la sugerencia, y Coull luego dijo que él y Court parecían un par de trolls. Así, David creó el apellido Trollette combinando «troll» con el sufijo diminutivo -ette. A partir de entonces, su actuación con Court se conoció como "Maisie y Jimmy Trollette".

## Inicios
Las Trollettes se convirtieron en habituales de la escena drag londinense en la década de 1960. Cantaban en vivo en lugar de hacer mímica con pistas de acompañamiento, como era habitual en la época. Las Trollettes actuaban con frecuencia en la Vauxhall Tavern de Vauxhall.
El lado teatral del entretenimiento siempre había interesado a Maisie, y consiguió papeles en producciones de gira tanto de The Boys in the Band como de One Flew Over the Cuckoo's Nest.
Maisie y Jimmy actuaron en pantomima como las hermanas feas en el Theatre Royal de Brighton. Durante su estancia allí, ella y Coull se enamoraron de la ciudad de la Costa Sur y de su ambiente liberal y gay-friendly. Con las ganancias de sus quinielas, compraron una casa de huéspedes en St George's Terrace a finales de la década de 1970.

## Mudanza a Brighton
Tras mudarse a Brighton, Maisie se convirtió en una figura habitual del Orgullo de Brighton. Participó en el evento desde 1973, cuando se celebró por primera vez.
Aunque años después se sentaba en un taburete para interpretar melodías de espectáculos, como «There's No Business Like Show Business» y «Anything Goes», su actuación se mantuvo prácticamente sin cambios en formato.
En 2018, para celebrar el 85.º cumpleaños de Maisie, Darcelle XV, por aquel entonces la drag queen en activo de mayor edad del mundo, voló desde Estados Unidos para conocer a Maisie en Brighton, en el Legend's Bar. El encuentro aparece en Maisie, un documental sobre la vida de Maisie. Se mudó a una residencia de ancianos en 2024 y murió en Brighton el 12 de marzo de 2025, a la edad de 91 años.